# Stockholm Open 1980
Відкритий чемпіонат Стокгольма з тенісу 1980 — тенісний турнір, що проходив на кортах з твердим покриттям у Стокгольмі (Швеція). Чоловічі змагання проходили в рамках Volvo Grand Prix 1980, жіночі - в рамках Туру WTA 1980. Жіночий турнір тривав з 27 жовтня до 1 листопада 1980 року, чоловічий - з 4 листопада до 10 листопада 1980 року. Бйорн Борг і Гана Мандлікова здобули титул в одиночному розряді.

## Фінальна частина

### Одиночний розряд, чоловіки
Бйорн Борг —  Джон Макінрой, 6–3, 6–4
- Для Борга це був 8-й титул в одиночному розряді за сезон і 60-й - за кар'єру.

### Одиночний розряд, жінки
Гана Мандлікова —  Беттіна Бюнге, 6–2, 6–2

### Парний розряд, чоловіки
Гайнц Ґюнтгардт /  Пол Макнамі —  Bob Lutz /  Стен Сміт, 6–7, 6–3, 6–2

### Парний розряд, жінки
Міма Яушовец /  Вірджинія Рузічі —  Гана Мандлікова /  Бетті Стов, 6–2, 6–1